# M-103
La M-103 es una carretera de la Red Secundaria de la Comunidad de Madrid (España) que discurre entre Paracuellos de Jarama y Torrelaguna.

## Recorrido
Une las localidades de:
- Paracuellos de Jarama, a través de la M-111.
- Cobeña.
- Algete.
- Fuente el Saz de Jarama.
- Valdetorres de Jarama.
- Talamanca de Jarama.
- Torrelaguna, a través de la N-320.

Tiene enlaces con las siguientes carreteras:
- Inicia en la rotonda con la M-111 en el término municipal de Paracuellos de Jarama, ante el Caserío de Belvis, situado un kilómetro al sur de la pedanía paracuellense de Belvis del Jarama.
- M-100 y M-118 en Cobeña.
- M-106 y M-123 en Algete.
- M-112, M-117 y M-111 en Fuente el Saz de Jarama.
- M-120 en Talamanca de Jarama.
- N-320, aún dentro del término municipal de Talamanca de Jarama, donde finaliza en dirección a Torrelaguna.